# 996
Anul 996 (CMXCVI) a fost un an bisect al calendarului iulian.

## Nașteri
- George I, regele Georgiei (864-1027), (d. 1027)

## Decese
- 24 ianuarie: Hugo Capet, Dux Francorum (956-987) și rege al Franței (987-996), (n.c. 941)